# Gustav Meyrink
Gustav Meyrink, conegut amb el pseudònim de Gustav Meyer (Viena, 19 de gener de 1868 − Starnberg, 4 de desembre de 1932) fou un narrador austríac, conegut sobretot per la seva primera novel·la, El Golem (1915), clàssic de la literatura fantàstica del segle xx. N'hi ha una traducció catalana de Ramon Monton i Lara. Editorial Més Llibres, 2018.

## Biografia
Gustav Meyrink (batejat com a Gustav Meier) va néixer el 19 de gener de 1868 a Viena, com a resultat de l'aventura entre el baró Karl Warnbüller von und zu Hemmingen i una actriu de segona fila, Maria Wilhelmina Adelheyd Meier. La família paterna no es va interessar per ell fins que va esdevenir un escriptor famós, moment en què li van oferir fer ús oficial del seu cognom. Gustav, que havia adoptat el cognom Meyrink com a nom artístic, va declinar l'oferta. En nombrosos personatges de les seves novel·les distingeixen els trets dels seus progenitors: ancians nobles d'hàbits ridículs i actrius fracassades.
Als 24 anys va intentar suïcidar-se. En el moment en què es disposava a disparar-se el cap amb una pistola, algú va deixar sota la seva porta un petit fullet titulat La vida darrera. Sorprès per aquella coincidència, Meyrink es va interessar pels fenòmens ocults i les tradicions esotèriques, que tenen una important presència en les seves obres. Com altres artistes de la fi de segle, va ser membre durant algun temps de l'Orde Hermètic de l'Alba Daurada (Golden Dawn).
Va treballar de banquer, però una acusació per frau el va portar a la presó i va arruïnar la seva carrera com a financer. Finalment, va poder viure (en un principi molt ajustadament) del seu talent literari, com a traductor (de Dickens) i com a narrador.
El seu matrimoni amb Philomena Bernt (1905) li va donar dos fills: Sybil Felizata (1906) i Harre Fortunat (1908). Aquest últim, després d'un greu accident succeït mentre esquiava, es va suïcidar als 24 anys (la mateixa edat a la qual Meyrink havia intentat matar-se). Meyrink va morir poc després, el 4 de desembre de 1932, a Starnberg.

## Temes
En la seva obra més coneguda, la novel·la El Golem (1915), Meyrink ofereix una visió simbòlica d'aquest personatge llegendari del folklore jueu, que segons ell encarna la potència oculta (monstruosa i informe per estar encara "adormida") que nia en l'inconscient de totes les persones, i en especial en el dels jueus del gueto de Praga.
Les seves novel·les posteriors desenvolupen la mateixa fórmula: material tradicional procedent del folklore europeu, reinterpretat des d'una perspectiva simbolista i esoterista, influïda per l'alquímia, la càbala, el budisme, el taoisme i la francmaçoneria, però enemiga de la teosofia i l'espiritisme. Són temes recurrents el somni (concebut com a porta a una altra dimensió lluny de la realitat), el doble i l'estimada idealitzada, segons el model de la donna angelicata de Petrarca, Ofèlia o la nena morta de Poe.

## Obra

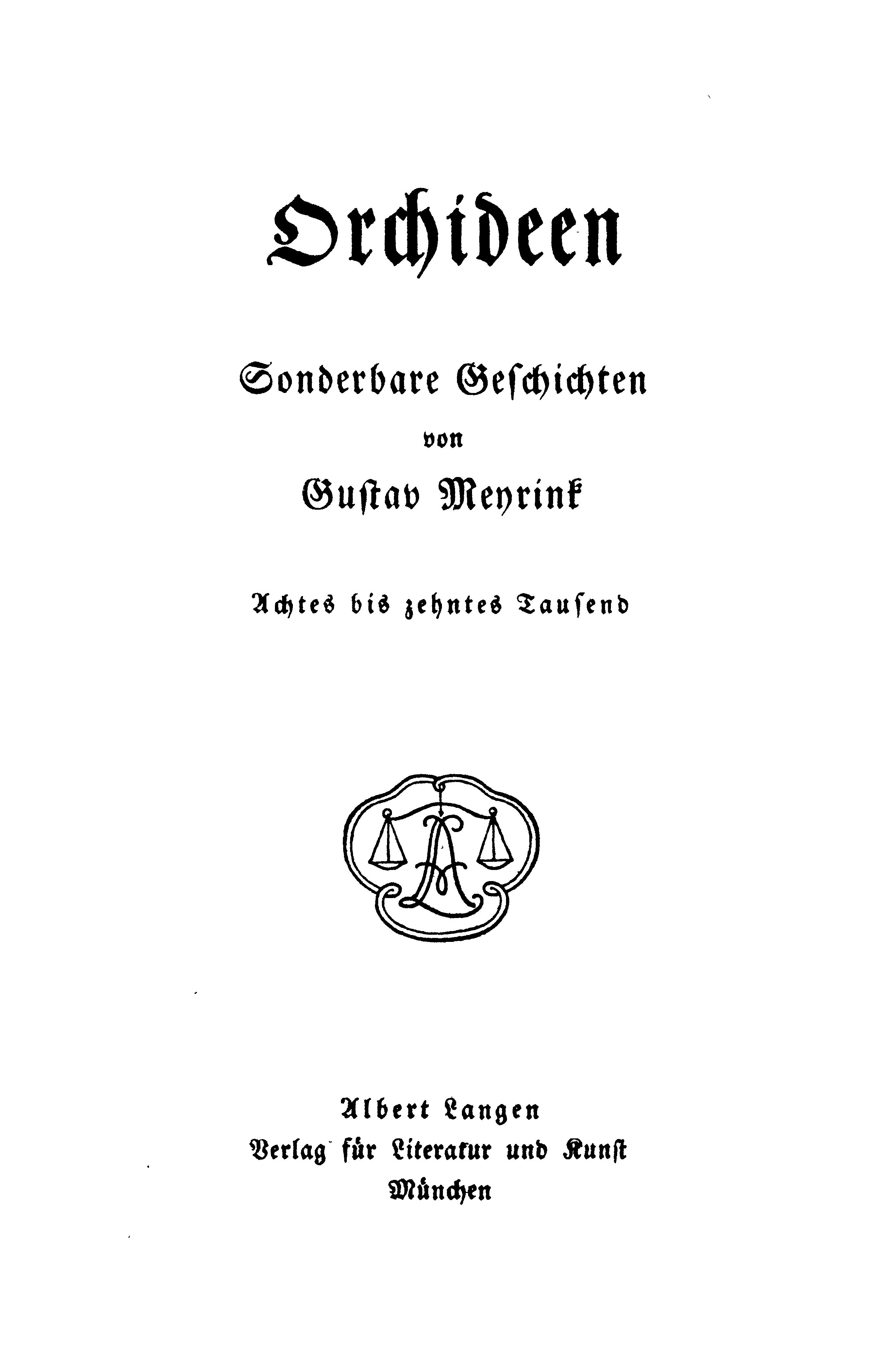
Portada de l'obra Orquídies

### Novel·les
- El Golem (1915)
- El rostre verd (1916)
- La nit de Walpurgis (1917)
- El dominic blanc (1921)
- L'àngel de la finestra d'Occident (1927)

### Contes
- L'ardent soldat i altres històries (1903)
- Orquídies: històries estranyes (1904)
- La banya màgic del burgès alemany (1913)
- Ratpenats (1916)
- Contes d'alquimistes (1925)
- El rellotger